# National Kid
National Kid (ナショナルキッド, Nashonaru Kiddo em japonês) é uma série japonesa de tokusatsu exibida no Japão de 4 de agosto de 1960 a 27 de abril de 1961, além de ter sido produzida pela Toei Company e exibida pela NET (atual TV Asahi). Apesar da popularidade no Brasil, a série não fez sucesso em nenhum outro lugar do mundo, incluindo o Japão, seu país de origem.

## Criação
O seriado foi criado em 1960, por encomenda, com a finalidade de servir de merchandising para a fábrica de eletrodomésticos National Electronics Inc., atual Panasonic. O personagem deveria ter poderes especiais, voar e lutar pela paz no mundo. Levaria o nome da empresa para ajudar a aumentar as vendas. Os atores eram, em alguns casos, amadores, e os episódios foram todos filmados em preto-e-branco. A série foi dirigida por Nagayoshi Akasaka e Jun Kaoike, produzida por Kazuma Nesaka e Massamiti Sato e os episódios escritos por Nagayoshi Akasaka e Takashi Tanii.
A abertura dos episódios começava com os dizeres do locutor, em forma de lema. A dublagem original, realizada pela AIC-SP, apresentada nos anos 60, tinha como frases de abertura: "Mais veloz que o jato, mais duro que o aço, super-homem invencível, cavaleiro da paz e da justiça, Nacional kid!"
Na versão com dublagem mais moderna, disponibilizada em DVD.
Mais rápido que os aviões a jato, mais forte que o aço!
Super herói invencível, cavaleiro da paz e da justiça.... National Kid!

## Sinopse
National Kid veio do espaço, de sua terra natal Andrômeda. Vivia na terra como um professor cientista. Jatos em exercício avistam um disco voador e um deles é destruído. Ao descobrir que eram os Incas (talvez o produtor da série quis dizer que seria uma mesma civilização Inca que existiu na terra) do planeta Vênus que vieram para atacar a Terra, porque os humanos haviam construído a bomba atômica e planejavam viagens espacias e a ocupação de outros planetas, resolveu ajudar contra este e outros ataques que estaria por vir ao longo das séries.
Vestido com roupa espacial, capacete, máscara, capa, luva e com uma grande letra "N" estampado no peito, nosso herói salvava a todos e era auxiliado (ou atrapalhado) por vários personagens. O que caracterizava este super-herói era o seu modo de voar. Diferente do Super-Homem, ou qualquer outro, ele voava com os braços abertos. Com duas pistolas que emitiam apenas um tipo de luz, colocava fora de combate os seus adversários. Suas lutas corporais com seus adversários eram verdadeiras danças, e ele é um dos precursores das lutas marciais vistas hoje nos filmes do gênero.
Ninguém sabia que, na verdade, Massao Hata tinha dupla identidade: ele era o National Kid.
Dois atores protagonizaram o personagem de National Kid: Ichiro Kojima iniciou o seriado, substituído por Shiutaro Tatsumi a partir da história  "O Império Subterrâneo". Que aparece numa ponta, no episódio dos seres abissais, como um apresentador de TV, na cena em que o camera-man está no estúdio com a arma embutida na câmera para tentar matar o Dr. Mizuno. Ao longo da série algumas crianças também foram trocadas (Yukio muda nos seres subterrâneos e muda novamente nos Zarrocos, Kioko muda nos Zarrocos).

## Personagens
Massao Hata era um pacato professor japonês que adotara as crianças Gôro (na versão em DVD, Guru), o filho e aprendiz do cientista de renome mundial, Dr. Masachika Hata, que detém a sua prática em um subúrbio de Tóquio. Seus poderes incluem a força sobre-humana e vôo. Nacional Kid também carrega uma arma de raio chamada  Eroruya (エロルヤ光線銃, Eroruya kōsen jū), Kuraso (em alguns momentos chamado de Koshio), Yukio, Kioko, Tomohiro e Tiako (a mais velha, que tomava conta da casa e dos menores). Havia também o cientista Dr. Nagano - chamado nos episódios dos Incas e Seres Abissais de Dr. Mizuno - e o policial Inspetor Takakura com seu assistente Doi.

## Arcos
O seriado é composto de 39 episódios distribuídos em cinco arcos de histórias:

### Os Incas Venusianos
Seres de máscaras com orelhas pontiagudas, vestidos em um traje cor preta com a letra Z estampada na camisa, eram comandados pela imperatriz Aura e seus dois asseclas, Kábia e Vímana. A característica marcante era a sua saudação à deusa deles, Auíca (que na versão mais moderna foi mudada a entonação para Áwika), simbolizada por duas letras Z entrelaçadas, lembrando uma suástica invertida. Em seguida aparecia uma mulher executando uma dança típica a meia luz enquanto eles ficavam imóveis com os braços cruzados. A parte da dança foi muito cortada e por isso pouca gente pode ver. Voavam elevando os joelhos, parecendo estar correndo no espaço.

### Os Seres Abissais
Governados por Nelkon, o satã do Reino Abissal, andavam a bordo do submarino-monstro cujo nome Guilton. Quando este balançava as barbatanas, provocava um maremoto, daí a famosa frase: "Celacanto provoca maremoto" que foi muito pichada nas paredes naquela época. Seriam eles os celacantos, seres das profundezas do mar revoltados com a constante poluição provocada pelo homem lançando destroços e lixo radioativo no mar.

### O Império Subterrâneo
Os seres subterrâneos, comandados por Hellstar, Hana e o Dr Kuroiva (em algumas cenas do garoto espacial é chamado de Kuróia), para obter a localização das reservas do elemento Cobálcio na galáxia, que traria energia e poderes aos possuintes. Com seu estoque energético baixo, planejam invadir a superfície para obter energia do sol.

### O Mistério do Garoto Espacial
O presidente do planeta Mirzan recebe a visita de Hellstar, que o informa da maldade dos habitantes do planeta Terra, que querem invadir o universo e usam para isso bombas atômicas. Hellstar apresenta a Terra como uma ameaça e consegue o apoio de Mirzan, tecnicamente muito desenvolvido, para atacar a Terra. Tarô, o garoto espacial, usando sua nave em forma de ovo, sai de casa em seu planeta natal para investigar se os terráqueos eram mesmo belicosos e estavam criando armas nucleares para invadir o universo, com o conhecimento do seu pai, pois era a única pessoa em quem podia confiar, e vai visitar o planeta Terra mas é atingido por engano por um foguete lançado pelo Japão. Com a queda da sua nave, ele fica sem memória e é encontrado pelos detetives mirins (adotados por Massao Hata) que o socorrem e levam para casa junto com o professor Massao.
Depois de várias tentativas dos seres subterrâneos de sequestrar e matar Tarô, este recupera a memória, fica amigo dos detetives mirins e tenta se comunicar com seu pai mas em vão. Usando restos da nave de Tarô, o Dr. Nagano consegue construir um comunicador para ele se comunicar com seu pai, mas a poderosa nave de Mirzan já está a caminho.
No dia em que a nave do seu pai iria destruir a Terra, Tarô e as crianças vão caminhando de mãos dadas em direção à nave que havia pousado. O pai de Tarô percebe que o filho está entre eles e suspende o ataque até a chegada das crianças, que o convencem que os terráqueos eram boas pessoas. Assim a Terra é salva e quando a nave vai embora, lança um poderoso raio em direção à nave do Dr Kuroiva que tinha acabado de assumir todo o império subterrâneo num motim mas é destruído logo em seguida, seu império dura apenas dez segundos. Tarô volta em segurança ao seu planeta na nave de Mirzan, com o pai, agradecendo a ajuda que teve dos detetives mirins.

### Os Zarrocos do Espaço
Voltando para Mirzan, Tarô observa a passagem da nave dos Zarrocos vindo em direção à Terra. Pede permissão ao pai e retorna. Os Zarrocos são seres de narizes finíssimos que comandavam o monstro Giabra. Este só não destruiu as cidades de Tóquio, Osaka e outras menos conhecidas por intercessão do National Kid. Cheiram a lodo e usam um disco voador escondido no fundo de um lago pantanoso. Tarô volta à Terra em sua nave em forma de ovo, para ajudar na luta contra os alienígenas. No fim desta história, depois de Nacional Kid matar o Giabra lançando a radiação Z nos seus olhos, único ponto vulnerável, Tarô usa sua nave em forma de ovo para explodir o disco voador dos Zarrocos. Massao Hata revela a sua identidade secreta e com a missão cumprida volta para Andrômeda mas não sem antes deixar uma mensagem de paz e otimismo.

## Mangá
Uma adaptação em mangá por Daiji Kazumine apareceu como uma série na revista Bokura da Kodansha entre suas edições de julho de 1960 e dezembro de 1961.  O mangá cobriu as três primeiras temporadas do National Kid até sua edição de junho de 1961, quando começou a criar enredos originais.  A popularidade da série contribuiu para o aumento do número de cópias da Bokura em circulação.  Kodansha também lançou o mangá em três volumes tankōbon, mas só incluiu as duas primeiras temporadas. Todas as histórias de Bokura foram lançadas mais tarde pela Manga Shop em uma edição kanzenban (edição de colecionador) em 2 de dezembro de 2008.

## Exibição e repercussão no Brasil
National Kid ganhou um status cult no Brasil. A série foi exibida pela primeira vez no Brasil em 1964, pela TV Record, tendo a dublagem feita pelo estúdio AIC, em São Paulo. Foi muito popular no Brasil, e foi reprisada várias vezes por outras emissoras, como a TV Rio e Rede Globo  até a década de 1970.
Anos mais tarde, a série foi redublada e alcançou nova popularidade no Brasil na década de 1990, tendo os seus episódios lançados em VHS pela Sato Company. Em 2002, a série foi relançada em DVD, também pela Sato Company, e em 2009, teve um novo relançamento em DVD, dessa vez através da Focus Filmes. Toda a série está hoje em dia disponível em 7 DVDs, embora faltando algumas cenas, por exemplo falta a cena do garoto paralítico, logo na série inicial dos incas, que Nacional Kid leva para voar. Esta coleção tem a vantagem de ter o som original em japonês em alguns episódios (como "Os Incas Venusianos", etc), é vendida numa lata de alumínio estilizada e traz um boné preto com o desenho do super-herói, o que são verdadeiros fetiches para os apaixonados fãs da série.
Ainda que tenha sido grande sucesso entre a juventude no Brasil, no Japão o sucesso foi apenas mediano. Nas palavras de seu próprio produtor, que em viagem ao Brasil na década de 1990, foi descoberto por um repórter que o entrevistou, disse ter se surpreendido com a popularidade que a série havia conseguido alcançar no país.
Em DVD: 1 e 2
- National Kid contra os Incas Venusianos

(Sub-divididos pelos episódios abaixo)
1. "O Ataque do Disco Voador Desconhecido"
2. "O Rapto do Doutor Yamada"
3. "O Terror da Grande Metrópole"
4. "A Alteração dos Cérebros"
5. "A Vingança de Awika"
6. "National Kid em Perigo"
7. "O Incêndio"
8. "O Ataque da Nave Escal"
9. "Uma Manhã de Domingo"
10. "À Procura de Petárnia"
11. "A Arma de Fogo Alfa"
12. "A Invasão dos Discos Voadores"
13. "A Grande Guerra Espacial"

DVD 3 - National Kid contra os seres abissais - a revolta dos seres abissais
DVD 4 - National Kid contra o império subterrâneo - a vingança do império subterrâneo
DVD 5 - O mistério do garoto espacial
DVD 6 - National Kid contra os Zarrocos do espaço
DVD 7 - Extras - episódio dos incas editado com filme - entrevistas.